# Корсмо, Лисбет
Лисбет Корсмо-Берг (норв. Lisbeth Korsmo-Berg; 14 января 1948, Осло, Норвегия — 22 января 2017, там же) — норвежская конькобежка, бронзовый призёр зимних Олимпийских игр в Инсбруке (1976) на дистанции 3000 м.

## Биография
Начала выступать на соревнованиях в конькобежном спорте с 1963 года. Представляла спортивный клуб Oslo IL. В 1971—1972 и 1974—1978 годах семь раз побеждала на Чемпионате Норвегии по конькобежному спорту в классическом многоборье среди женщин, шесть раз становилась серебряным призером. 
Участвовала в зимних Олимпийских играх в Гренобле (1968) и зимних Олимпийских играх в Саппоро (1972), однако не достигла призовых мест. На зимних Олимпийских играх в Гренобле (1976) завоевала бронзовую медаль в конькобежном спорте на дистанции 1500 м, уступив Татьяне Авериной и Андрее Эриг. Была первой норвежкой, которая выиграла олимпийскую медаль в конькобежном спорте. Принимала участие во многих чемпионатах Европы и мира по спринтерскому и классическому многоборью. 
Также занималась велоспортом, в 1981 году победила на чемпионате Норвегии.